# Улзите (Єравнинський район)
Улзите (рос. Улзытэ) — село Єравнинського району, Бурятії Росії. Входить до складу Сільського поселення Егітуйське.
Населення — 33 особи (2015 рік).